# 埃托利亞戰爭
埃托利亞戰爭（Aetolian War），發生在前191年～前189年，是一場由羅馬共和國、亞該亞同盟、馬其頓王國等對抗埃托利亞同盟、阿塔馬尼亞王國的戰爭，埃托利亞同盟起初把塞琉古帝國安條克三世的軍隊引入希臘與羅馬作戰，但之後塞琉古軍被迫退回小亞細亞，留下埃托利亞同盟、阿塔馬尼亞王國在沒有其他外援下與羅馬人作戰，而羅馬和其盟友趁著安條克三世退出歐洲後開始入侵埃托利亞，在一年多的戰爭後羅馬擊敗了埃托利亞人，並強迫他們賠償1,000塔蘭同銀幣。 

## 序言
在第二次馬其頓戰爭中馬其頓王國遭到羅馬、埃托利亞同盟等所組成的聯盟擊敗，但在對馬其頓和約賠償上羅馬和埃托利亞人之間產生爭吵，因羅馬的論點有帕加馬王國、羅德島等聯盟其他成員贊成，使埃托利亞人輸掉了這次爭端。為了復仇，埃托利亞人在前192年派出使者會見斯巴達國王納比斯、馬其頓國王腓力五世和塞琉古國王安條克三世尋求幫助。納比斯曾在前195年反納比斯戰爭被羅馬、亞該亞同盟所擊敗並被迫簽下羞辱的和約，也只有納比斯同意要幫助埃托利亞同盟。另一方面馬其頓國王腓力五世仍受限第二次馬其頓戰爭戰敗的條約，他的兒子還在羅馬作人質，拒絕了埃托利亞提議。而塞琉古國王尚未決定要與羅馬發起戰爭。前192年，納比斯復興斯巴達的舉動很快遭受到失敗。然而此時安條克三世企圖往歐洲擴張疆土，認為在埃托利亞同盟幫助下，是個勢力伸入希臘的大好機會，遂同意與埃托利亞人聯盟對抗羅馬。
於是安條克三世率領10,000步兵和500騎兵在希臘的德米特里阿斯登陸，同時試著鼓動其他希臘勢力一同加入對抗羅馬，但除了埃托利亞人和阿塔馬尼亞外，大部分的希臘人都站在羅馬這一方。羅馬人對於安條克三世登陸希臘相當警戒，派遣羅馬執政官馬尼烏斯·阿基利烏斯·格拉布里奧率軍前來對抗，兩軍在溫泉關戰役展開會戰，戰役結果以塞琉古軍隊失敗作收。在這場戰役後，安條克三世被迫帶著殘餘部隊回到小亞細亞。

## 色薩利的戰事
安條克的離去留下了埃托利亞人和阿塔馬尼亞繼續與羅馬作戰，獲勝的羅馬軍隊在無阻撓下朝色薩利進軍，包圍了埃托利亞人的據點赫拉克利亞。格拉布里奧派出使者勸城內的埃托利亞駐軍開城投降，並說會考慮讓羅馬元老院制定一個較寬容的和約。然而埃托利亞駐軍對此沒有回應，羅馬軍開始準備用武力攻下這座城市。羅馬軍隊因為人數上較多故採用輪番上陣的方式攻城，一當士兵們戰鬥時開始感到疲被，便換一批體力飽滿的士兵前去替換作戰，反觀人數較少的埃托利亞駐軍要持續不停作戰，使埃托利亞軍非常疲憊，造成守城上的極大壓力。
在21天的激戰後，羅馬執政官格拉布里奧從城內逃兵的報告中得知埃托利亞駐軍因接連不斷的攻防戰中已經相當疲憊。於是他想了一個計策，當午夜時格拉布里奧發出信號，讓所有攻城的士兵全員撤回營地，結束攻城作業。當士兵們回到營地後，格拉布里奧讓他們稍做休憩，準備在臨晨3點時發動攻城總攻擊。然而，這讓埃托利亞人認為羅馬人也是因接連不斷的戰鬥感到疲倦而回營休息，於是在臨晨3點前撤離崗哨休息去了。格拉布里奧知道他的計謀即將成功，命令士兵們從不同方向展開總攻擊，還交代提貝里烏斯·塞姆普羅尼烏斯（Tiberius Sempronius ）率領一支部隊暫時待命警戒，並從埃托利亞人在亂鬥的喊叫聲判斷敵軍在何處聚集激戰。
當睡夢中埃托利亞人聽到羅馬人逐漸逼近的聲響，連忙準備在夜幕中應戰。羅馬士兵用梯子攀登上城牆，或是試圖把城牆毀出一個缺口攻入。當所有埃托利亞士兵往某一地的羅馬軍突襲時，格拉布里奧向塞姆普羅尼烏斯發出信號，於是塞姆普羅尼烏斯就趁此攻擊埃托利亞士兵較不設防防的城牆處。當埃托利亞軍看到塞姆普羅尼烏斯部隊到來，立即退到城內的衛城中。於是羅馬執政官格拉布里奧就讓勝利的士兵洗劫這座城市。
洗劫結束後，格拉布里奧把軍隊分成兩部，其中一部前往衛城附近的小丘陵，因為這座丘陵高度跟衛城差不多，所以羅馬人可以透過發射弓矢攻擊衛城。另外一部軍隊從衛城正面進攻。如此這來，埃托利亞軍決定向羅馬投降，降軍中包含埃托利亞同盟的領導者達謨克利特（Damocritus）。
當羅馬軍隊在圍攻赫拉克利亞時，在離赫拉克利亞11.2公里外，馬其頓國王腓力五世率領他的大軍和少數羅馬軍開始圍攻拉米亞，這兩場攻城戰讓馬其頓和羅馬人全力攻城，就像是雙方在競賽般，但因為馬其頓這方進展相當少，腓力五世擔心如果羅馬率先攻下赫拉克利亞的話，拉米亞可能會向羅馬投降。不幸地，腓力五世的憂慮成真了，之後腓力五世不得不放棄占領拉米亞。

## 埃托利亞的戰事
先前埃托利亞人一直希望安條克三世能帶著一支新的軍隊返回希臘，於是他們派了使者前去見安條克三世。使者告訴塞琉古國王，如果他沒法親自率軍回到希臘，至少也要提供一些資金和援軍。而安條克給了埃托利亞一筆資金來繼續來維持戰爭，並承諾會派出援兵。
但赫拉克利亞陷落一事大大打擊埃托利亞同盟的信心，他們派出使者見羅馬執政官。格拉布里奧同意為期10天的停戰協議，並派盧基烏斯·瓦萊里烏斯·弗拉庫斯與埃托利亞討論和談問題。羅馬人要求交出狄西阿庫斯（Dicaarchus）、伊庇魯斯的摩涅斯塔斯（Monestas）、阿塔馬尼亞的阿密南德（Amynander of Athamania）。埃托利亞代表初步決定遵從羅馬人的旨意，但他們內部首先要招集大會來討論和談意見。然而，幾天後，先前拜見安條克三世的使團其中一位成員尼坎得（Nicander），他之前受到馬其頓腓力五世扣押，現在回到了埃托利亞，他帶來安條克將會派援軍的消息，這讓埃托利亞同盟決議繼續戰爭下去。
當格拉布里奧聽到埃托利亞人摒棄羅馬的要求後，他開始進軍，並包圍諾帕克特斯（Naupactus）。在經過兩個月的包圍，羅馬提圖斯·昆克蒂烏斯·弗拉米寧來到諾帕克特斯，當他步行於城牆外圍時，他被城內的人認出身份，這造成城內許多人聚集於牆上並大聲呼喚他，並祈求他能解救全城的命運。弗拉米寧只能表示這不是他的權限，無奈轉身而去，但弗拉米寧私下勸告執政官暫時停戰，讓埃托利亞人派出使者到羅馬提出自己的申辯，於是羅馬軍隊放棄繼續圍攻，並往福基斯去了。
當從羅馬回來的埃托利亞使者告訴他們的領袖，與羅馬的和約沒有任何希望。埃托利亞人隨即派軍奪取科拉克斯山（Nicander）通路，來封鎖這條要道，而亞該亞同盟也開始劫掠朝向伯羅奔尼撒的埃托利亞沿岸。埃托利亞人本來預期格拉布里奧會再度攻擊諾帕克特斯，但他卻突然朝拉米亞襲來，儘管拉米亞陷入混亂中，但仍舊抵擋住羅馬第一次攻勢。格拉布里奧收兵回營地，並向他的士兵說如果他們當初能可以攻下此城，他們就只要回營一次就行了。在幾小時後，羅馬軍隊終究攻下這座城市。
羅馬軍隊知道前往諾帕克特斯的要道被封鎖，於是轉向攻擊阿姆菲薩。羅馬軍隊利用攻城武器展開攻城，在一連串攻擊下成功損毀一部分城牆，但城內的居民一直持續抵抗，直到大西庇阿和西庇阿·亞細亞提庫斯這對兄弟來到，他們才逃入城內的衛城據守。
之後，從雅典來的雅典使者希望羅馬考慮與埃托利亞和談，羅馬要埃托利亞人自己兩者擇一個和約條件，其一為無條件接受元老院仲裁，另一為賠償1,000塔蘭同銀幣及與羅馬締結攻守同盟。埃托利亞人希望羅馬能定義什麼是元老院仲裁，但這要求被拒絕，在六個月暫時停戰後，埃托利亞選擇賠償1,000塔蘭同銀幣及與羅馬締結攻守同盟，結束這次戰爭。

## 戰後
在為期一年的戰爭中羅馬擊敗了埃托利亞人，並強迫他們賠償1,000塔蘭同銀幣，以及為永遠的羅馬同盟。儘管羅馬沒有在希臘獲得一份領地，但他在希臘半島的影響力大為增加，這場戰役後，埃托利亞同盟不僅喪失領土，主權，也漸漸喪失獨立的地位。

## 腳註
1. ↑  蒂托·李維, 36.19 （页面存档备份，存于）
2. ↑  蒂托·李維, 36.22 （页面存档备份，存于）
3. ↑  蒂托·李維, 36.23 （页面存档备份，存于）
4. ↑  蒂托·李維, 36.24 （页面存档备份，存于）
5. ↑  蒂托·李維, 36.26 （页面存档备份，存于）
6. ↑  波利比烏斯,20.9,
7. ↑  蒂托·李維, 36.28 （页面存档备份，存于）
8. ↑  普魯塔克, 《希臘羅馬名人傳-弗拉米寧》15
9. ↑  蒂托·李維, 36.34 （页面存档备份，存于）
10. ↑  波利比烏斯,21.4,
11. ↑  波利比烏斯,21.3,